# Atresia biliar
Atresia biliar ou atresia de vias biliares é uma colestase do recém-nascido ou do lactente, causada pela obstrução adquirida das vias biliares extra-hepáticas.
O quadro clínico se inicia após 10 dias de vida com o surgimento de icterícia (cor amarela na pele e olhos), colúria (urina de cor escura) e acolia ou hipocolia fecal (fezes de cor esbranquiçadas). Um quadro clínico deste natureza sugere uma doença chamada de atresia das vias biliares, a qual deve ser tratada logo que apareçam os primeiros sinais clínicos da enfermidade.

## Sintomas e diagnóstico
Inicialmente, os sintomas são insdistinguíveis da icterícia neonatal, que é um fenômeno comum. Os sintomas se tornam evidentes geralmente entre duas a seis semanas após o nascimento. Além da icterícia, outros sintomas incluem fezes pálidas, urina escura, região abdominal inchada e fígado aumentado e endurecido (que pode ou não ser observado a olho nu). A icterícia prolongada é resistente à fototerapia.

## Epidemiologia
A atresia biliar é um distúrbio muito raro. Cerca de um em cada 10.000 a 20.000 bebês nos Estados Unidos são afetados a cada ano. A atresia biliar parece afetar um pouco mais garotas do que meninos. Asiáticos e negros são afetados mais frequentemente que brancos.

## Tratamento
Se a árvore biliar intra-hepática não é afetada, é possível a realização de uma cirurgia de reconstrução do trato biliar extra-hepático. Esta cirurgia é chamada de procedimento de Kasai (em homenagem ao cirurgião japonês que desenvolveu a cirurgia, Dr. Morio Kasai) ou hepatoportoenterostomia.
Se a atresia é completa, o transplante de fígado é a única opção.